# Aymar Joseph de Roquefeuil et du Bousquet

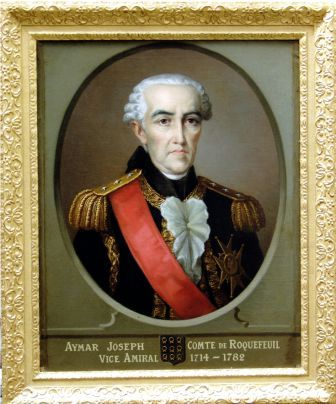
Aymar-Joseph de Roquefeuil et du Bousquet

Aymar-Joseph de Roquefeuil et du Bousquet, Comte de Roquefeuil (* 19. März 1714 in Brest, Frankreich; † 1. Juli 1782 in Bourbonne-les-Bains, Frankreich) war ein französischer Seeoffizier und Aristokrat während der Herrschaft der Könige Louis XV. und Louis XVI. Er beendete seine Karriere als Vice-amiral de France und Kommandeur der Flotte du Levant.

## Biographie

### Herkunft

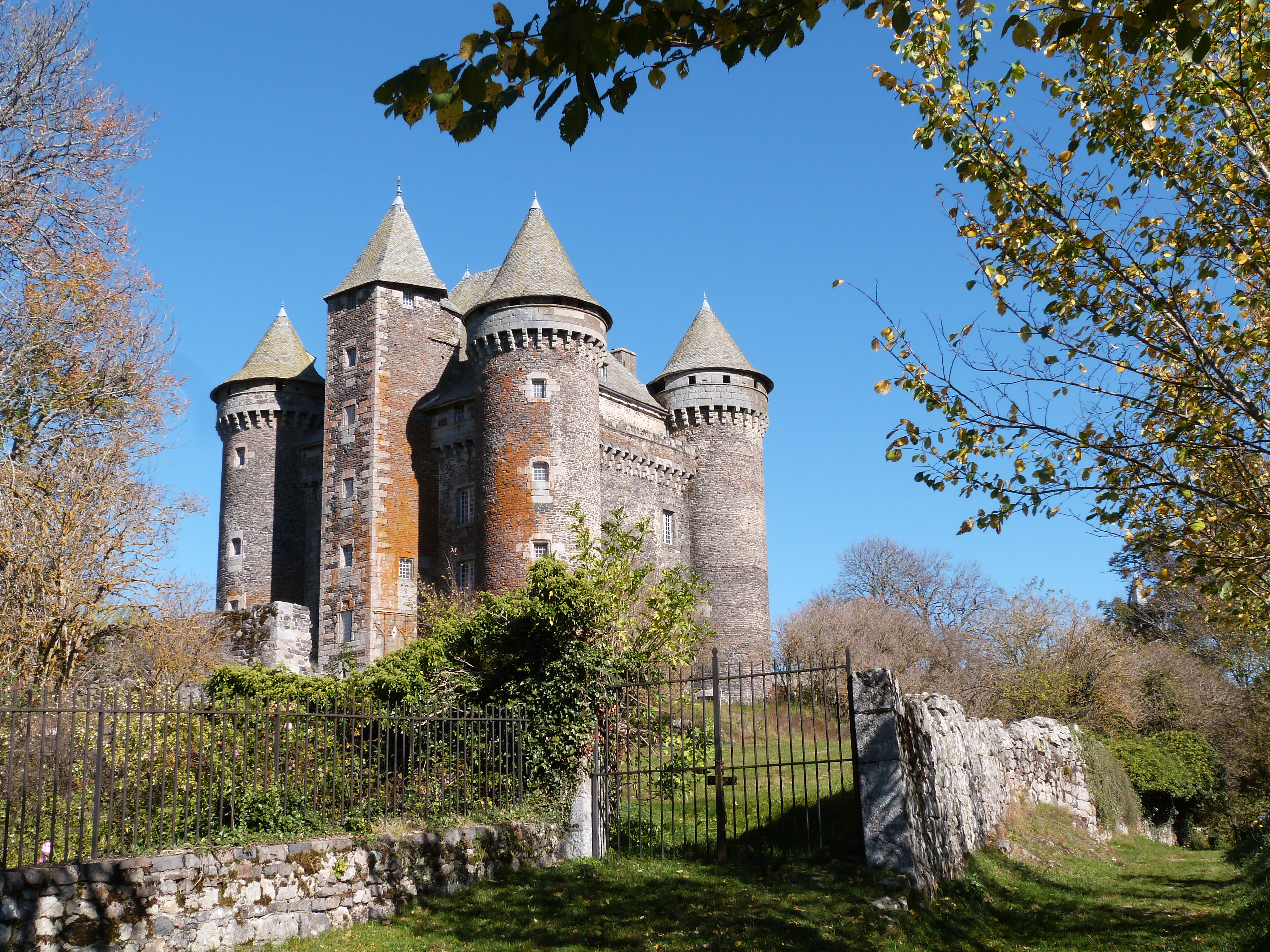
Das Château du Bousquet, Stammsitz der Familie.

Aymar-Joseph de Roquefeuil et du Bousquet stammte aus der Adelsfamilie Roquefeuil-Blanquefort aus Rouergue und war der Sohn von Jacques Aymar de Roquefeuil et du Bousquet (1665–1744) und dessen Ehefrau Jeanne Louise du Main d’Angeret.

### Karriere in der Marine Royale
Vor seinem Eintritt in die Marine diente Aymar Joseph de Roquefeuil kurze Zeit in der Territorialarmee, wo er schon in jungen Jahren mit dem Zertifikat eines Dragonerhauptmanns eingestellt wurde. Im Alter von dreizehn Jahren (1727) trat Roquefeuil zur königlichen Marine über und wurde Gardemarin in Brest. Als Fähnrich (1731) segelte er von der Ostsee nach Saint-Domingue und wurde 1741 zum Leutnant ernannt. Am 1. Januar 1746 wurde er im Alter von weniger als 32 Jahren für seine herausragenden Leistungen zum Kapitän und Ritter des Ordre royal et militaire de Saint-Louis ernannt
Von 1750 bis 1751 war Roquefeuil fünfzehn Monate lang auf der L’Aquilon in den Antillen eingesetzt. Unter seinem Kommando stand außerdem die Fregatte La Friponne des Grafen du Chaffault. Ziel seiner Mission war es, in Begleitung einer britischen Fregatte mit 36 Kanonen alle zu dieser Zeit neutralen Inseln in der Umgebung zu besuchen und deren Neutralität zu bestätigen. Bei seiner Rückkehr nach Frankreich wurde er von Minister Rouillé für die Umsicht beglückwünscht, die er bei dieser heiklen Mission gezeigt hatte.
Die Unterstützung durch Rouillé ermöglichte es Roquefeuil, gemeinsam mit Sébastien-François Bigot de Morogues, dem Marinekommandanten von Brest, ab 1752 aktiv die Gründung einer dortigen Marineakademie voranzutreiben, deren erste Mitglieder er zusammen mit René-Aymar, seinem jüngeren Bruder, werden wollte. Aufgrund des Siebenjährigen Krieges von 1756 bis 1763 wurde die Akademie allerdings wieder geschlossen.
Zwischen 1754 und 1758 diente Roquefeuil als stellvertretender Geschwaderkommandeur in Westindien unter dem Kommando von La Galissonnière, Étienne de Perier und schließlich Bompart. In den Jahren 1754, 1756 und 1758 befehligte er nacheinander die Schiffe L’Actif, Le Prothée und L’Hector.
Am 1. Januar 1761 wurde er mit weniger als 47 Jahren zum Chef d’escadre befördert und erhielt das Kommando über die Marine und den Hafen von Brest, mit dem der König am 25. März 1762 das Kommando über die Stadt, das Schloss von Brest und die Insel Ouessant vereinte, das bereits sein Vater innegehabt hatte.
1764 teilte er seinem Marineintendanten Hocquart mit, dass auf der Stadtmauer von Brest auf der Seite des Valon, die an das Gefängnis angrenzte, eine 24er-Kanone aufgestellt werden sollte, aus der bei der Flucht von einem bis zu vier Sträflingen zwei Schüsse und bei einer größeren Anzahl von Entkommenen drei Schüsse abgefeuert werden sollten. Er taufte die Kanone „Tonnerre“ (Donner) in Erinnerung an den schweren Sturm, der am 15. April 1718 über Brest hereinbrach und die Einwohner sehr getroffen hatte.
Roquefeuil war auch Initiator eines Theaters zur Unterhaltung von Marineoffizieren, das 1766 von Antoine Choquet de Lindu erbaut wurde.
Am 3. August 1766 wurde er im Alter von 52 Jahren zum Lieutenant-général (Vizeadmiral) ernannt und hielt weiterhin seine Kommandos in Brest. Dies ermöglichte es ihm, dort zusammen mit dem Minister Choiseul-Praslin, mit dem er freundschaftlich verbunden war, im April 1769 die neue Académie royale de marine unter der unmittelbaren Schirmherrschaft des Königs zu gründen. Zugleich fungierte Roquefeuil als ihr erster Direktor.
Im Jahr 1777 wurde er zum Inspekteur der Infanterie und des königlichen Marinekorps ernannt. Dieses Amt, das ihm als Ausgleich für den Entzug des Doppelkommandos über die Land- und Seestreitkräfte in Brest verliehen wurde, behielt er bis zu seiner Ernennung zum Vizeadmiral bei.
Am 6. April 1781 wurde er zum Vizeadmiral und Kommandeur der Levante-Flotte befördert und erhielt das Großkreuz des Ordre royal et militaire de Saint-Louis. Er starb nur wenige Monate später am 1. Juli 1782 im Alter von 68 Jahren in Bourbonne-les-Bains.

## Nachruhm
Roquefeuil galt als hartnäckiger Modernisierer, hervorragender Organisator und erfahrener Seemann. In den zwanzig Jahren seines Kommandos über die Marine in Brest (1761–1781) hinterließ seine Spuren im Hafen und in der Stadt Brest, bevor er später das Kommando über die Levante-Flotte übernahm. Unter seinem Kommando wurden vom König und seinen Ministern Budgets eingeholt und leistungsstarke und gut ausgestattete Schiffe entworfen und in Dienst gestellt. Die zwanzig 74-Kanonen-Linienschiffe, deren Bau er überwachte, wurden das Rückgrat der Flotte Ludwigs XVI.
Weiterhin galt er als einer der Hauptorganisatoren und -umsetzer der Marinepolitik Ludwigs XV. während des Amerikanischen Unabhängigkeitskrieges.
In Brest trägt eine Straße seinen Namen.

## Familie und Nachkommen
Am 17. Oktober 1741 heiratete er Marie Gabrielle de Kerguz. Aus dieser Verbindung gingen zwei Mädchen und ein Junge hervor:
- Jeanne-Jacquette de Roquefeuil, sie heiratete am 3. Februar 1765 Jacques-Claude du Cleuz, Marquis du Gage, Graf von Guengat, Oberstleutnant des Kapitäns der Küstenwache von Lannion.
- Louise Thérèse Marie Adélaïde (* 1746) heiratete am 12. März 1775 Charles de Brilhac, Graf von Crévy.
- Innocent-Adrien-Maurice (1752–1796), Marquis de Roquefeuil, Kapitän im Noailles-Dragons-Regiment (1777), Oberst des Régiment de Médoc (1788), Feldmarschall (1792). Er wanderte aus und wurde Oberst des Roquefeuil-Regiments in der Armee der Prinzen. Er starb an den Wunden, die er sich 1796 im Kampf gegen französische Revolutionstruppen in der Nähe von Augsburg zugezogen hatte. Seine Flagge wird im Château de Chantilly aufbewahrt. Er heiratete Paule Suzanne de La Lande de Calan.

## Schriftliches Werk
Nachdem die Bemühungen von Roquefeuil und dem Viscount of Morogues, eine Marineakademie zu gründen, durch den Ausbruch des Siebenjährigen Krieges weitgehend vereitelt worden waren, erhielt Roquefeuil 1769 von Ludwig XV. und Choiseul die Erlaubnis für deren Neugründung und die unmittelbare Schirmherrschaft des Königs. An der wissenschaftlichen Arbeit der Akademie beteiligte sich Roquefeuil in der Folge mit zahlreichen Memoiren, von denen die wichtigsten sind:
- Mémoires ou dissertations sur les mots ABORDAGE ACCIDENTEL et AFFOURCHER.
- Mémoires sur la façon de border les vaisseaux pour en retarder la pourriture.
- Mémoires sur la cause du tourment des canons, 7 pages in-folio.
- Idée sur la contre-quille (aujourd’hui fausse-quille) des vaisseaux. 5 Seiten.
- Mémoire ou Lettre écrite de Versailles, le 3 février 1769, à M. Clairain-Deslauriers, ingénieur-constructeur en chef à Rochefort, au sujet de l’élévation de la première batterie d’un vaisseau de 64 canons. 8 Folio Seiten.
- Observation sur la construction actuelle des vaisseaux et sur une nouvelle méthode de conduire leurs fonds. 13 Folio Seiten.
- Observations sur le mémoire de M. Clairain, intitulé : « Réponse à un mémoire qui a pour titre: Observations, etc. » 55 Folio Seiten.
- Examen de la force de l’homme pour tirer ou pousser horizontalement, et notamment pour le cabestan. 9 Folio Seiten.
- Lettre à M. de Lironcourt sur son plan de corvette de dix-huit canons de 6. 5 Folio Seiten.
- Mémoire sur les effets de la décomposition du vent pour la manœuvre des vaisseaux. 7 Folio Seiten (eingefügt in den 1. Band der Mémoires imprimés de l’Académie royale de la marine.)
- Mémoire sur une espèce de nœud fort ingénieux, connu sous le nom de NŒUD GOUBERT. 7 Folio Seiten.

Einige von Roquefeuils Standpunkten waren kontrovers. In seiner Arbeit für die Akademie leistete er allerdings einen wichtigen Anteil, der auch entsprechende Anerkennung fand.